# 第1次森内閣
第1次森内閣（だいいちじもりないかく）は、元文部大臣の森喜朗が第85代内閣総理大臣に任命され、2000年（平成12年）4月5日から同年7月4日まで続いた日本の内閣。
2000年（平成12年）4月2日、前任の小渕恵三首相が脳梗塞で倒れ緊急入院し、職務執行不能となったため、前内閣の小渕第2次改造内閣を急遽そのまま引き継ぐ形で発足した。

## 概要
小渕前内閣に引き続き、自由民主党、公明党、および保守党による自公保連立政権であった。
小渕首相の発症・入院が急であり重篤と伝えられ、五人組による不透明が問題視された内閣となった。内閣官房長官を含めて全て前内閣からの再任者となる居抜き内閣でスピード組閣された。
また、第42回衆議院議員総選挙を想定しての選挙管理内閣の性格が強かった。同選挙では玉澤徳一郎農相と深谷隆司通産相は落選した。
内閣総理大臣としての人事権により森首相が独自に組閣するのは同年7月4日の第2次森内閣からであった。
長野県出身者が首相を務めた羽田内閣以来の中日本出身首相による内閣である。

## 国務大臣
所属政党・出身:
  自由民主党（森派）   自由民主党（旧小渕派）   自由民主党（加藤派）   自由民主党（旧河本派）   自由民主党（河野G）   自由民主党（江藤・亀井派）   自由民主党（山崎派）   自由民主党（無派閥）   公明党   保守党   中央省庁・民間
| 職名                          | 氏名 | 氏名                    | 所属                               | 特命事項等                                                                         | 備考                                           |
| ----------------------------- | ---- | ----------------------- | ---------------------------------- | ---------------------------------------------------------------------------------- | ---------------------------------------------- |
| 内閣総理大臣                  |      | 森喜朗                  | 衆議院 自由民主党 （森派）         |                                                                                    | 自由民主党総裁                                 |
| 法務大臣                      |      | 臼井日出男              | 衆議院 自由民主党 （旧河本派）     |                                                                                    | 再任                                           |
| 外務大臣                      |      | 河野洋平                | 衆議院 自由民主党 （河野G）        | 内閣総理大臣臨時代理就任順位第2位                                                  | 再任                                           |
| 大蔵大臣                      |      | 宮澤喜一                | 衆議院 自由民主党 （加藤派）       |                                                                                    | 再任                                           |
| 文部大臣 科学技術庁長官       |      | 中曽根弘文              | 参議院 自由民主党 （江藤・亀井派） | 原子力委員会委員長 国立国会図書館連絡調整委員会委員                                | 再任                                           |
| 厚生大臣                      |      | 丹羽雄哉                | 衆議院 自由民主党 （加藤派）       | 年金問題担当                                                                       | 再任                                           |
| 農林水産大臣                  |      | 玉澤徳一郎              | 衆議院 自由民主党 （森派）         |                                                                                    | 再任 2000年（平成12年）6月25日以後は非議員閣僚 |
| 通商産業大臣                  |      | 深谷隆司                | 衆議院 自由民主党 （山崎派）       | 国際博覧会担当 内閣総理大臣臨時代理就任順位第4位                                   | 再任 2000年（平成12年）6月25日以後は非議員閣僚 |
| 運輸大臣 北海道開発庁長官     |      | 二階俊博                | 衆議院 保守党                      | 新東京国際空港担当                                                                 | 再任                                           |
| 郵政大臣                      |      | 前島英三郎 （八代英太） | 衆議院 自由民主党 （旧小渕派）     |                                                                                    | 再任                                           |
| 労働大臣                      |      | 牧野隆守                | 衆議院 自由民主党 （江藤・亀井派） |                                                                                    | 再任                                           |
| 建設大臣 国土庁長官           |      | 中山正暉                | 衆議院 自由民主党 （江藤・亀井派） | 研究・学園都市担当 土地対策担当 首都機能移転担当 内閣総理大臣臨時代理就任順位第3位 | 再任                                           |
| 自治大臣 国家公安委員会委員長 |      | 保利耕輔                | 衆議院 自由民主党 （旧小渕派）     |                                                                                    | 再任                                           |
| 内閣官房長官 沖縄開発庁長官   |      | 青木幹雄                | 参議院 自由民主党 （旧小渕派）     | 男女共同参画担当 沖縄担当 内閣総理大臣臨時代理就任順位第1位                        | 再任                                           |
| 金融再生委員会委員長          |      | 谷垣禎一                | 衆議院 自由民主党 （加藤派）       |                                                                                    | 再任                                           |
| 総務庁長官                    |      | 續訓弘                  | 参議院 公明党                      | 中央省庁改革等担当                                                                 | 再任                                           |
| 防衛庁長官                    |      | 瓦力                    | 衆議院 自由民主党 （加藤派）       | 内閣総理大臣臨時代理就任順位第5位                                                  | 再任                                           |
| 経済企画庁長官                |      | 池口小太郎 （堺屋太一） | 民間人                             | 総合交通対策担当 新千年紀記念行事担当                                              | 再任                                           |
| 環境庁長官                    |      | 清水嘉与子              | 参議院 自由民主党 （森派）         | 地球環境問題担当                                                                   | 再任                                           |

## 内閣官房副長官・内閣法制局長官
| 職名           | 氏名       | 担当事項 | 所属等                         |
| -------------- | ---------- | -------- | ------------------------------ |
| 内閣官房副長官 | 額賀福志郎 | 政務担当 | 衆議院 自由民主党 （旧小渕派） |
| 内閣官房副長官 | 松谷蒼一郎 | 政務担当 | 参議院 自由民主党 （旧小渕派） |
| 内閣官房副長官 | 古川貞二郎 | 事務担当 | 厚生事務次官                   |
| 内閣危機管理監 | 安藤忠夫   |          | 警察官僚                       |
| 内閣法制局長官 | 津野修     |          | 大蔵官僚                       |

## 内閣総理大臣補佐官
| 職名               | 氏名     | 担当事項     | 所属等                     |
| ------------------ | -------- | ------------ | -------------------------- |
| 内閣総理大臣補佐官 | 町村信孝 | 教育改革担当 | 衆議院 自由民主党 （森派） |

## 政務次官
組閣同日に発足。
※1999年（平成11年）9月20日、将来の副大臣制度を見据えた政務次官の権限強化に関する法改正があり、同日以降は「○○総括政務次官」（1省庁に複数置かれる場合は筆頭者のみ）と呼称することとなった。この改正では権限部分のみで官職名までは改められず、閣議での申し合わせという形での「総括」呼称導入であったため、法的根拠を要する任命辞令には「総括」を含まない正式官職名が使用される。
- 法務政務次官 - 山本有二
- 外務政務次官 - 江﨑鐵磨、 山本一太
- 大蔵政務次官 - 大野功統、林芳正
- 文部政務次官 - 河村建夫、小此木八郎
- 厚生政務次官 - 大野由利子
- 農林水産政務次官 - 谷津義男、金田勝年
- 通商産業政務次官 - 細田博之、茂木敏充
- 運輸政務次官 - 中馬弘毅、鈴木政二
- 郵政政務次官 - 小坂憲次、前田正
- 労働政務次官 - 長勢甚遠
- 建設政務次官 - 加藤卓二、岸田文雄
- 自治政務次官 - 平林鴻三、橘康太郎
- 総理府政務次官 - 長峯基
- 金融再生政務次官 - 村井仁
- 総務政務次官 - 持永和見
- 北海道開発政務次官 - 米田建三
- 防衛政務次官 - 依田智治、西川太一郎
- 経済企画政務次官 - 小池百合子
- 科学技術政務次官 - 斉藤鉄夫
- 環境政務次官 - 柳本卓治
- 沖縄開発政務次官 - 白保台一
- 国土政務次官 - 増田敏男